# Lanškroun
Lanškroun (Duits: Landskron) is een stad in de Tsjechische regio Pardubice. De stad ligt op 373 hoogte, aan de voet van het Adelaarsgebergte.

## Geschiedenis
Voor het einde van de Tweede Wereldoorlog was een groot deel van de bevolking Duitstalig. Van 17 tot en met 21 mei 1945 vond in de omgeving van Lanškroun het Blutgericht von Landskron plaats. Op de eerste dag werden 24 Duitsers tot de dood veroordeeld, en gedurende het Blutgericht hebben meer dan 100 zelfmoord gepleegd. Door deze gebeurtenissen en de latere verdrijving van de overgebleven Duitsers waren van de ongeveer 6500 inwoners van voor de oorlog nog maar 4.952 (22 mei 1947) over. 
Zie voor de geschiedenis van deze stad en de omgeving Hřebečsko (Duits: Schönhengstgau).
Het aan de Duitse dictator Adolf Hitler toegekende ereburgerschap van Landskron is nooit ingetrokken omdat het huidige Lanškroun geen rechtsopvolger van het vroegere Landskron wil zijn.

## Partnersteden
- Kežmarok (Slowakije)

## Geboren
- Roman Šebrle (26 november 1974), meerkamper

Albrechtice ·
Anenská Studánka ·
Běstovice ·
Bošín ·
Brandýs nad Orlicí ·
Bučina ·
Bystřec ·
Cotkytle ·
Čenkovice ·
Červená Voda ·
Česká Rybná ·
Česká Třebová ·
České Heřmanice ·
České Libchavy ·
České Petrovice ·
Damníkov ·
Dlouhá Třebová ·
Dlouhoňovice ·
Dobříkov ·
Dolní Čermná ·
Dolní Dobrouč ·
Dolní Morava ·
Džbánov ·
Hejnice ·
Helvíkovice ·
Hnátnice ·
Horní Čermná ·
Horní Heřmanice ·
Horní Třešňovec ·
Hrádek ·
Hrušová ·
Choceň ·
Jablonné nad Orlicí ·
Jamné nad Orlicí ·
Javorník ·
Jehnědí ·
Kameničná ·
Klášterec nad Orlicí ·
Koldín ·
Kosořín ·
Králíky ·
Krasíkov ·
Kunvald ·
Lanškroun ·
Leština ·
Letohrad ·
Libecina ·
Libchavy ·
Lichkov ·
Líšnice ·
Lubník ·
Lukavice ·
Luková ·
Mistrovice ·
Mladkov ·
Mostek ·
Nasavrky ·
Nekoř ·
Nové Hrady ·
Orlické Podhůří ·
Orličky ·
Ostrov ·
Oucmanice ·
Pastviny ·
Petrovice ·
Písečná ·
Plchovice ·
Podlesí ·
Přívrat ·
Pustina ·
Radhošť ·
Rudoltice ·
Rybník ·
Řepníky ·
Řetová ·
Řetůvka ·
Sázava ·
Seč ·
Semanín ·
Skořenice ·
Slatina ·
Sobkovice ·
Sopotnice ·
Sruby ·
Stradouň ·
Strážná ·
Studené ·
Sudislav nad Orlicí ·
Sudslava ·
Svatý Jiří ·
Šedivec ·
Tatenice ·
Těchonín ·
Tisová ·
Trpík ·
Třebovice ·
Týnišťko ·
Újezd u Chocně ·
Ústí nad Orlicí ·
Velká Skrovnice ·
Verměřovice ·
Vinary ·
Voděrady ·
Vraclav ·
Vračovice-Orlov ·
Výprachtice ·
Vysoké Mýto ·
Zádolí ·
Záchlumí ·
Zálší ·
Zámrsk ·
Zářecká Lhota ·
Žamberk ·
Žampach ·
Žichlínek